# Destartarización de Crimea
La destartarización de Crimea (en tártaro de Crimea: Qırımnıñ tatarsızlaştırıluvı y en ruso: Детатаризация Крыма; transl.: Detatarizatsiya Kryma) se refiere al proceso de sustitución de la población tártara de la península así como la cultura en detrimento de la rusa.
La destartarización se ha llevado a cabo de varias maneras, desde que la península fuese anexionada por el Imperio Ruso en 1783 hasta los años 40 del siglo XX. Durante aquellos años se llevaron a cabo deportaciones masivas y exilios forzosos además de la eliminación de la cultura como lo fue la quema de libros publicados en los años 20 aparte del cambio toponímico.

## Manifestación

### Cambio de toponimias
Tras las deportaciones masivas, el Comité Regional Crimeo firmó un decreto por el que se procedió al cambio de nomenclaturas de los distritos, raiones, localidades y regiones geográficas por otros de origen eslavo. No obstante, hubo localidades que conservaron su toponimia en tártaro como: Bajchisarái, Dzhankoy, İşün, Alushta, Alupka y Saky.

### Propagandismo anti-tártaro
Miembros del partido soviético iniciaron una campaña de adoctrinamiento a la población eslava en el que describían a la población tártara como "traidores", "burgueses" y/o "contrarrevolucionarios" e implicando que la población local eran "mongoles" sin conexión histórica alguna con la península (a pesar de las raíces griegas, italianas, armenias y góticas).
En 1948 se organizó una conferencia en la que se promovían y compartían el ideario antitártaro.

### Amet-Jan
Los intentos por describir a Amet-Jan Sultán como "un daguestaní contrario a sus orígenes crimeos" obtuvieron un fuerte rechazo por parte de la comunidad tártara de la península. El susodicho piloto, a pesar de haber nacido en Crimea, de madre tártara y habiéndose declarado como tártaro, la Federación de Rusia optó por bautizar el aeropuerto de Daguestán con su nombre, en cuanto al principal aeropuerto de Crimea recibió el nombre de Iván Aivazovski, ignorando las numerosas peticiones de la comunidad tártara para que el aeropuerto reciba el nombre de Sultán.